# Haquira Osakabe
Haquira Osakabe (Ribeirão Preto, 1 de julho de 1939 – 13 de maio de 2008) foi um letrólogo brasileiro, atuante dos campos da linguista e crítica literária, conhecido por seus trabalhos sobre argumentação, literatura brasileira, japonesa e portuguesa. Descendente de nipônicos, foi um dos fundadores do Instituto de Estudos da Linguagem da Universidade Estadual de Campinas.